# Pyramica nepalensis
Pyramica nepalensis är en myrart som först beskrevs av De Andrade 1994.  Pyramica nepalensis ingår i släktet Pyramica och familjen myror. Inga underarter finns listade i Catalogue of Life.

## Bildgalleri